# Amphimallon arnoldii
Amphimallon arnoldii är en skalbaggsart som beskrevs av Medvedev 1951. Amphimallon arnoldii ingår i släktet Amphimallon och familjen Melolonthidae. Inga underarter finns listade i Catalogue of Life.